# 栃木県獣医師会

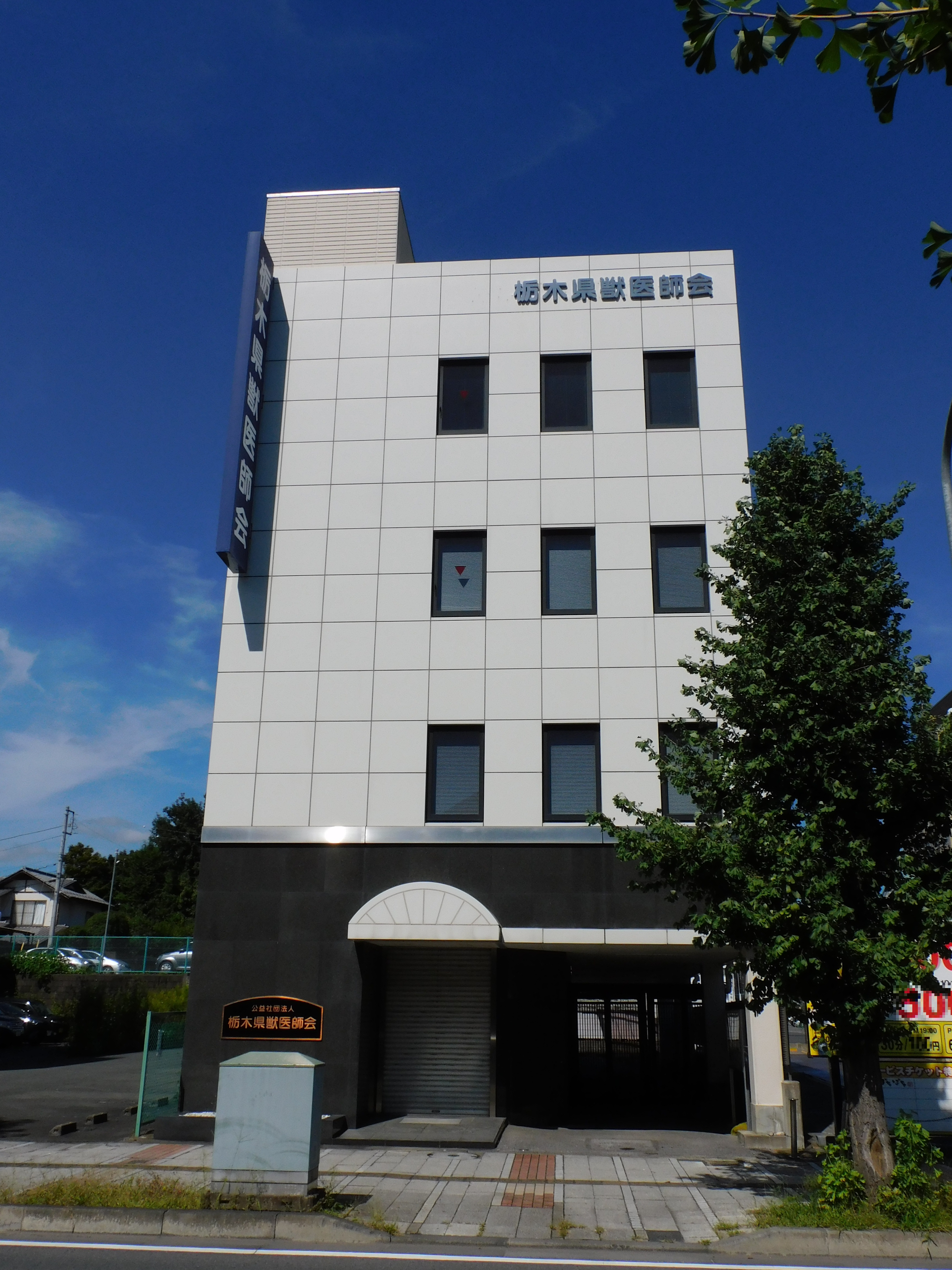
栃木県獣医師会本部

公益社団法人栃木県獣医師会（こうえきしゃだんほうじんとちぎけんじゅういしかい 英称 Tochigi Veterinary Medical Association）は、栃木県の獣医師を会員とする公益法人。本部を栃木県宇都宮市昭和一丁目1-23（〒320-0032）に置く。
社団法人栃木県獣医協会として、1948年（昭和23年）6月25日に栃木県正庁で設立総会を開き、発足した。

## 業務内容
- 獣医師会員の学術技能向上のための研修会・講習会事業等の実施
- 栃木県との動物に関する連携事業
- 疾病している野鳥の保護・救護
- 県内各学校で飼われている動物の飼育指導
- 県内各市町との動物に関する連携事業
- 狂犬病の予防接種・防止活動